# إستير كانياداس
إستير كانياداس (بالإسبانية: Esther Cañadas)‏ (ولدت في 1 مارس 1977 في الباثيتي) ممثلة وعارضة أزياء إسبانية عرفت بظهورها في عرض فيكتوريا سيكريت (1997).

## روابط خارجية
- إستير كانياداس على موقع IMDb (الإنجليزية)
- إستير كانياداس على موقع ألو سيني (الفرنسية)
- إستير كانياداس على موقع أول موفي (الإنجليزية)
- إستير كانياداس على موقع كينوبويسك (الروسية)
- إستير كانياداس على موقع دليل عارضات الأزياء (الإنجليزية)
- AskMen.com Profile
- Vogue interview